# Lagune Figueroa
La lagune Figueroa est une lagune saumâtre située en Argentine, en Patagonie, au nord du département de Güer Aike de la province de Santa Cruz. Elle est au centre d'un petit bassin endoréique, et n'a donc pas d'émissaire.

Elle fait partie du groupe de lagunes appelées lagunes del Tero, et se trouve 30 km au nord-nord-ouest du confluent entre le río Coig et son affluent le río Pelque, sur la rive gauche de celui-ci. 
La lagune est d'un accès assez facile, étant située 4 km à l'est de la route provinciale 5 qui relie la région de Río Gallegos à celle d'El Calafate. 